# Agrypnus triplehornorum
Agrypnus triplehornorum là một loài bọ cánh cứng trong họ Elateridae. Loài này được Knull miêu tả khoa học năm 1973.